# Oligochernes
Genre
Oligochernes est un genre fossile de pseudoscorpions de la famille des Chernetidae.

## Distribution
Les espèces de ce genre ont été découvertes dans de l'ambre de la mer Baltique. Elles datent de l'Éocène.

## Liste des espèces
Selon Pseudoscorpions of the World (version 3.0) :
- † Oligochernes bachofeni Beier, 1937
- † Oligochernes wigandi (Menge, 1854)

## Publication originale
- Beier, 1937 : Pseudoscorpione aus dem baltischen Bernstein. Festschrift zum 60. Geburtstage von Professor Dr. Embrik Strand, Riga, vol. 2, p. 302-316.